# Minucia radiata
Minucia radiata là một loài bướm đêm trong họ Erebidae.